# فرودگاه دول ماونتن لاج
فرودگاه دول ماونتن لاج (به انگلیسی: Devils Mountain Lodge Airport) یک فرودگاه خصوصی بهره‌برداری هوایی است که یک باند فرود شن و خاک دارد و طول باند آن ۶۱۰ متر است. این فرودگاه در کشور ایالات متحده آمریکا قرار دارد و در ارتفاع ۸۷۸ متری از سطح دریا واقع شده‌است.